# 皮特·森柏斯
皮特·森柏斯（英語：Pete Sampras，1971年8月12日—），美國前職業網球運動員，單打最高世界排名第一，14座大滿貫得主，國際網球名人堂成員。
山普拉斯在草地赛事中的表现尤其登峰造极，曾八年間七次夺下温网男单冠军；而且他也是美国网球公开赛史上最年轻的单打冠军及五冠王。他与同时代的另一位选手阿格西被認為是网球史上最偉大的一對對手之一，兩人的对战史被認為是網球歷史中最經典的對戰之一。

## 網球生涯
作为90年代男子職業網壇霸主，森柏斯垄断统治了当时的男子网坛。他奪得的14項大滿貫男單冠軍曾經是網球史上男子球員奪得大滿貫男單數目最多的紀錄（於2009年溫網被瑞士現役球員费德勒打破）。
他曾創下了286週ATP單打世界排名第一的紀錄（於2012年溫網後亦是被費達拿打破），並且創紀錄地連續六年（1993–1998年）成為ATP單打年終世界排名第一。他在職業賽中取得的獎金是ATP男子網球史上歷年來第六高（43,280,489美元）。
此外，亦曾協助美國奪得一屆世界團體盃（1993年），他亦協助美國兩奪戴维斯杯。
2002年，他宣布在美網舉行後將會掛拍退休，並表示希望以奪取冠軍作結，結果他如願以償，在決賽以盤數3-1（局數: 6-3, 6-4, 5-7, 6-4）擊敗美國同胞兼宿敵阿加西奪冠，為15年的職業生涯劃上完美句號。

## 家庭和個人生活
桑普拉斯的父母親是希臘裔移民，父母來自希臘斯巴達。 他本身遺傳了家族性地中海貧血症。

## 技術分析
森柏斯是一名以發球上網為主、輔以底線抽球的網球運動員。他是單手反拍的球員，特點是具有良好的發球和保發（不被打破發球局）的能力，無論在一發和二發，他的發球都能夠保持一定速度。他精準有力的發球為他贏得了「手槍皮特」的外號。
草地和硬地等快速場地是他最擅長比賽的場地，相對而言，红土球場是他最不擅長的比賽場地，他的64個巡迴賽冠軍中只有3個是在泥地球場上奪得的（1992年基茨比厄爾、1994年羅馬和1998年亞特蘭大），這是由於他擅長的發球上網在泥地球場很容易被穿越，在泥地球場舉行的法网亦成為他唯一未曾獲得過男單冠軍的重要大賽。
按: 少年時期的森柏斯原是一名雙手反拍的防禦型底線型球員，他當時的教練皮特·菲舍尔將他改造成一名單手反拍的發球上網型球員。

## 大满贯

### 男單冠軍（14）
| 年份 | 比賽     | 場地 | 決賽對手     | 對手國籍 | 勝方比分                  |
| ---- | -------- | ---- | ------------ | -------- | ------------------------- |
| 1990 | 美网     | 硬地 | 阿加西       | 美国     | 6-4, 6-3, 6-2             |
| 1993 | 温布尔登 | 草地 | 考瑞尔       | 美国     | 7-63, 7-66, 3-6, 6-3      |
| 1993 | 美网     | 硬地 | 皮奥林       | 法國     | 6-4, 6-4, 6-3             |
| 1994 | 澳网     | 硬地 | 托馬田       | 美国     | 7-64, 6-4, 6-4            |
| 1994 | 温布尔登 | 草地 | 伊万尼塞维奇 |          | 7-62, 7-65, 6-0           |
| 1995 | 温布尔登 | 草地 | 贝克尔       | 德国     | 65-7, 6-2, 6-4, 6-2       |
| 1995 | 美网     | 硬地 | 阿加西       | 美国     | 6-4, 6-3, 4-6, 7-5        |
| 1996 | 美网     | 硬地 | 張德培       | 美国     | 6-1, 6-4, 7-63            |
| 1997 | 澳网     | 硬地 | 莫亞         | 西班牙   | 6-2, 6-3, 6-3             |
| 1997 | 温布尔登 | 草地 | 皮奥林       | 法國     | 6-4, 6-2, 6-4             |
| 1998 | 温布尔登 | 草地 | 伊万尼塞维奇 |          | 62-7, 7-69, 6-4, 3-6, 6-2 |
| 1999 | 温布尔登 | 草地 | 阿加西       | 美国     | 6-3, 6-4, 7-5             |
| 2000 | 温布尔登 | 草地 | 拉夫特       |          | 610-7, 7-65, 6-4, 6-2     |
| 2002 | 美网     | 硬地 | 阿加西       | 美国     | 6-3, 6-4, 5-7, 6-4        |

### 男單亞軍（4）
| 年份 | 比賽 | 場地 | 決賽對手 | 對手國籍 | 勝方比分            |
| ---- | ---- | ---- | -------- | -------- | ------------------- |
| 1992 | 美网 | 硬地 | 埃德贝里 | 瑞典     | 3-6, 6-4, 7-65, 6-2 |
| 1995 | 澳网 | 硬地 | 阿加西   | 美国     | 4-6, 6-1, 7-66, 6-4 |
| 2000 | 美网 | 硬地 | 沙芬     | 俄羅斯   | 6-4, 6-3, 6-3       |
| 2001 | 美网 | 硬地 | 休伊特   |          | 7-64, 6-1, 6-1      |

## ATP年終賽

### 冠軍（5）
| 年份 | 舉行地點     | 決賽對手     | 對手國籍 | 勝方比分                    |
| ---- | ------------ | ------------ | -------- | --------------------------- |
| 1991 | 德国法蘭克福 | 考瑞尔       | 美国     | 3-6, 7-65, 6-3, 6-4         |
| 1994 | 德国法蘭克福 | 贝克尔       | 德国     | 4-6, 6-3, 7-5, 6-4          |
| 1996 | 德国漢諾威   | 贝克尔       | 德国     | 3-6, 7-65, 7-64, 611-7, 6-4 |
| 1997 | 德国漢諾威   | 卡费尔尼科夫 | 俄羅斯   | 6-3, 6-2, 6-2               |
| 1999 | 德国漢諾威   | 阿加西       | 美国     | 6-1, 7-5, 6-4               |

### 亞軍（1）
| 年份 | 舉行地點     | 決賽對手 | 對手國籍 | 勝方比分             |
| ---- | ------------ | -------- | -------- | -------------------- |
| 1993 | 德国法蘭克福 | 施蒂希   | 德国     | 7-63, 2-6, 7-67, 6-2 |

## ATP巡迴賽

### 單打

#### 冠軍（64）
- 1990年 (4) - 費城（美國職業室內賽）、曼徹斯特、美網、慕尼黑大滿貫盃
- 1991年 (4) - 洛杉磯（Infiniti 公開賽）、印第安納波利斯（RCA錦標賽）、里昂（法國南部公開賽）、ATP年終賽
- 1992年 (5) - 費城（美國職業室內賽）、基茨比厄爾（傑內拉利公開賽）、辛辛那提A、印第安納波利斯（RCA錦標賽）、里昂（法國南部公開賽）
- 1993年 (8) [3]- 悉尼-1（悉尼室外賽）、邁阿密（比斯坎灣立頓錦標賽）A、東京-1（東京室外賽）、香港沙龍公開賽、温布尔登、美網、里昂（法國南部公開賽）、安特衛普（欧洲共同体锦标赛）
- 1994年 (10) [4]- 悉尼室外賽、澳網、印第安泉（新聞周刊盃）A、邁阿密（比斯坎灣立頓錦標賽）A、大阪、東京-1（東京室外賽）、羅馬（意大利公开赛）A、溫布頓、安特衛普（歐洲共同體錦標賽）、ATP年終賽
- 1995年 (5) [5]- 印第安泉（新聞周刊盃）A、女王杯、溫布頓、美網、巴黎室內賽A
- 1996年 (8) [6]- 圣何塞（Sybase 公開賽）、孟菲斯（Kroger ST. Jude 國際賽）、香港沙龍公開賽、東京-1（東京室外賽）、印第安納波利斯（RCA錦標賽）、美網、巴塞爾（大衛杜夫瑞士室內賽）、ATP年終賽
- 1997年 (8) [7]- 澳網、聖荷西（Sybase 公開賽）、費城（Advanta 錦標賽）、溫布頓、辛辛那提A、慕尼黑大滿貫盃、巴黎室內賽A、ATP年終賽
- 1998年 (4) [8]- 費城（Advanta 錦標賽）、阿特蘭大（AT&T挑戰賽）、溫布頓、維也納（奧地利銀行-Creditanstalt 冠軍賽）
- 1999年 (5) - 女王杯、溫布頓、洛杉磯（梅塞德斯-奔馳盃）、辛辛那提A、ATP年終賽
- 2000年 (2) - 邁阿密（愛立信公開賽）A、溫布頓
- 2002年 (1) - 美網

^  注解A：為ATP大師賽（共11項冠軍）

#### 亞軍（24）
- 1991年 (4) - 辛辛那提A、曼徹斯特、巴黎室內賽A、費城（Advanta 網球賽）
- 1992年 (2) - 阿特蘭大（AT&T挑戰賽）、美網
- 1993年 (1) - ATP年終賽
- 1994年 (2) - 慕尼黑大滿貫盃、女王杯
- 1995年 (4) - 澳網、邁阿密（比斯坎灣立頓錦標賽）A、里昂、蒙特利尔/多倫多A
- 1996年 (1) - 斯图加特室內賽A
- 1998年 (3) - 辛辛那提A、巴黎室內賽A、聖荷西（Sybase 公開賽）
- 2000年 (2) - 皇后會、美網
- 2001年 (4) - 印第安泉大師賽A、長島、洛杉磯（梅塞德斯-奔馳盃）、美網
- 2002年 (1) - 休士頓（美國男子泥地錦標賽）

### 雙打冠軍（2）
- 1989年 (1) - 羅馬  （和考瑞尔搭擋）
- 1995年 (1) - 女王杯  （和托馬田搭擋）

### 團體

#### 世界團體盃
- 1993年冠軍

#### 戴维斯杯
森柏斯多次代表美國隊參加戴维斯杯，帶領美國隊在戴维斯杯取得2次冠軍。
- 1992年決賽勝瑞士3:1
- 1995年決賽勝俄羅斯3:2
- 按：戴维斯杯是一年一度男子網球的世界團體錦標賽，是國際網球比賽中最高水平的團體賽。

## 經典賽事
- 1990年美網四份之一决赛
  - 勝藍道 6-4, 7-6, 3-6, 4-6, 6-2，令對手未能連續第9次晉身決賽。 
    - 按 : 藍道在1982-89年連續8年晉身美網決賽。
- 1990年美網決賽
  - 勝阿加西 6-4, 6-3, 6-2，奪得個人首項大滿貫錦標。
- 1992年美網決賽 
  - 負埃德贝里 6-3, 4-6, 6-7, 2-6，森柏斯說這場失利令他非常失落，但亦令他決心成為網球壇最佳球員。
- 1993年溫布頓八強
- 1993年溫布頓決賽
- 1995年澳網八強
- 1995年澳網決賽
- 1995年溫布頓決賽
  - 勝贝克尔 6-7, 6-2, 6-4, 6-2，這場比賽是2代草地王的對碰。
    - 按 : 贝克尔曾在80年代三奪溫布頓男單冠軍（1985年、1986年和1989年）。
- 1996年溫布頓八強
  - 負克拉吉塞克 5-7, 6-7, 4-6，令他未能在溫布頓取得四連冠，這是在他1993-2000年間唯一一次在這項自己最善長的草地賽事中落敗，亦是他在溫布頓賽事中2次被直落三盤擊敗的比賽中的其中1場（另一場是在1990年溫布頓被Christo Van Rensburg直落三盤擊敗）。
    - 按 : 克拉吉塞克是少數和森柏斯在ATP對賽歷史中有優勢的球員 : 6-4 （页面存档备份，存于）
- 1996年美網八強
- 1996年ATP年終賽決賽
  - 勝贝克尔 3-6, 7-6(7-5), 7-6(7-4), 6-7(11-13), 6-4，這場比賽長達4小時，由於這場比賽在德國漢諾威舉行(是贝克尔的主場)，加上在室內地毯場舉行(又是贝克尔最擅長的場地)，對於森柏斯來說是個最大考驗，尤其是森柏斯在分組賽中被對手以直落兩盤搶七局（負6-7(10-12), 6-7(4-7)）擊敗。 是次比賽，森柏斯曾在第四盤搶七局中擁有冠軍點，但仍被對手化解，森柏斯在此時出現了體能問題，但最終森柏斯艱難地贏得冠軍。
- 1997年美網第四輪
- 1998年溫布頓半决赛
- 1998年美網準決賽
- 1999年溫布頓決賽
- 2000年澳網準決賽
- 2000年溫布頓決賽
- 2000年美網決賽
- 2001年溫布頓第四輪  
  - 負費德勒 6-7(7-9), 7-5, 4-6, 7-6(7-2), 5-7，這場比賽結束了森柏斯在溫布頓的31連勝個人紀錄，亦粉碎了他溫布頓五連冠的美夢。 由於溫布頓的草地賽是森柏斯最善長的場地，亦他個人是奪冠最多的賽事(7次)，這場比賽失利預示他從高峰滑落。
    - 按 : 值得注意是擊敗他的費德勒是2000年代的男子網壇霸主。
- 2001年美網八強
- 2001年美網決賽
- 2002年美網第三輪
- 2002年美網決賽

## 歷年世界排名

### 年終世界排名
| 年份         | 88 | 89 | 90 | 91 | 92 | 93 | 94 | 95 | 96 | 97 | 98 | 99 | 00   | 01    | 02    |
| ------------ | -- | -- | -- | -- | -- | -- | -- | -- | -- | -- | -- | -- | ---- | ----- | ----- |
| 世界年終排名 | 97 | 81 | 5  | 6  | 3  | 1  | 1  | 1  | 1  | 1  | 1  | 3  | 3(#) | 10(#) | 13(#) |

(#) - ATP52週參賽年終排名

### 286週ATP世界排名第一
| 球王任期                       | 前任球王   | 繼任球王     | 連續週數 | 累積週數 |
| ------------------------------ | ---------- | ------------ | -------- | -------- |
| 1993年4月12日 - 1993年8月22日  | 考瑞尔     | 考瑞尔       | 19週     | 19週     |
| 1993年9月13日 - 1995年4月9日   | 考瑞尔     | 阿加西       | 82週     | 101週    |
| 1995年11月6日 - 1996年1月28日  | 阿格西     | 阿格西       | 12週     | 113週    |
| 1996年2月19日 - 1996年3月10日  | 穆斯特     | 穆斯特       | 3週      | 116週    |
| 1996年4月14日 - 1998年3月29日  | 穆斯特     | 里奧斯       | 102週    | 218週    |
| 1998年4月27日 - 1998年8月9日   | 里歐斯     | 里奧斯       | 15週     | 233週    |
| 1998年8月24日 - 1999年3月14日  | 里歐斯     | 莫亞         | 29週     | 262週    |
| 1999年3月29日 - 1999年5月2日   | 莫亞       | 卡费尔尼科夫 | 5週      | 267週    |
| 1999年6月14日 - 1999年7月4日   | 卡菲尼可夫 | 阿格西       | 3週      | 270週    |
| 1999年8月2日 - 1999年9月12日   | 阿格西     | 阿格西       | 6週      | 276週    |
| 2000年9月11日 - 2000年11月19日 | 阿格西     | 萨芬         | 10週     | 286週    |

## 外部網站
- 官方网站
- 皮特·森柏斯（英文/西班牙文）的官方資料
- 皮特·森柏斯的國際網球總會 職業／青少年 官方資料（英文）
- 皮特·森柏斯的官方資料（英文）
- Pete Sampras | International Tennis Hall of Fame （页面存档备份，存于） （英文）
- 森柏斯Fans網址1 (中文)
- 森柏斯Fans網址2 (英語)
- 新浪中文論壇網球技術帖及圍繞森柏斯的90年代男子網壇歷史[永久]